# Ceniawa (rejon kołomyjski)
Ceniawa (ukr. Ценява) – wieś na Ukrainie w rejonie kołomyjskim obwodu iwanofrankiwskiego.
W II Rzeczypospolitej wieś w powiecie kołomyjskim województwa stanisławowskiego. W latach 1944–1945 nacjonaliści ukraińscy z OUN-UPA zamordowali tutaj 63 Polaków.
Znajduje się tu przystanek kolejowy Ceniawa, położony na linii Kołomyja – Stefaneszty.

## Przynależność administracyjna
Ceniawa przed 1939 r. gmina Kołomyja, powiat kołomyjski, województwo stanisławowskie.